# Línea 63 (S-Trein Charleroi)
La línea 63 de S-Trein Charleroi es una línea que une la estación de Charleroi-Sud, en el centro de Charleroi, con la de Erquelinnes, en la frontera con Francia, ambas en la provincia de Hainaut.
Esta línea permite la conexión con Francia, a través de las estaciones de Erquelinnes y Jeumont, permitiendo el itinerario Charleroi - Maubeuge.

## Historia
Tras la implementación de la red S-Trein Bruselas, SNCB comenzó a trabajar en la extensión del sistema a otras ciudades belgas, entre las cuales se encuentra Charleroi. Por ello, el 3 de septiembre de 2018, se inauguró la red, con 4 líneas iniciales. Entre ellas, se encuentra la línea .

## Correspondencias
- en Charleroi-Sud
- en Charleroi-Sud
- en Charleroi-Sud
- en Charleroi-Sud
- en Charleroi-Sud
- en Charleroi-Sud
- en Charleroi-Sud

## Estaciones
|  |   |  | Estación            | Municipio           | Correspondencia                                                           |  |
|  | - |  | ------------------- | ------------------- | ------------------------------------------------------------------------- |  |
|  | ■ |  | Charleroi-Sud       | Charleroi           | 1 3 13 14 18 19 20 21 25 35 43 52 68 70 71 83 85 86 109 138 170 173 451 A |  |
|  | ■ |  | Marchienne-Zone     | Charleroi           |                                                                           |  |
|  | ■ |  | Landelies           | Montigny-le-Tilleul | 173                                                                       |  |
|  | ■ |  | Thuin               | Thuin               | 192                                                                       |  |
|  | ■ |  | Lobbes              | Lobbes              | 21                                                                        |  |
|  | ■ |  | Fontaine-Valmont    | Merbes-le-Château   | 108 194                                                                   |  |
|  | ■ |  | Labuissière         | Merbes-le-Château   | 108 194                                                                   |  |
|  | ■ |  | Solre-sur-Sambre    | Erquelinnes         | 108                                                                       |  |
|  | ■ |  | Erquelinnes-Village | Erquelinnes         | 108 134                                                                   |  |
|  | ■ |  | Erquelinnes         | Erquelinnes         | 108 134                                                                   |  |

## Explotación de la línea

### Frecuencias
| Estaciones  | Lunes a viernes | Lunes a viernes | Lunes a viernes | Lunes a viernes | Sábados, domingos y festivos |
| Estaciones  | 6h - 8h         | 9h - 15h        | 16h - 17h       | 18h - 20h       | Sábados, domingos y festivos |
| ----------- | --------------- | --------------- | --------------- | --------------- | ---------------------------- |
| Charleroi   | 30 min          | 60 min          | 30 min          | 60 min          | 120 min                      |
| Erquelinnes | 30 min          | 60 min          | 30 min          | 60 min          | 120 min                      |

### Horarios
| Estaciones       | Tiempo | Tiempo           | Tiempo |
| ---------------- | ------ | ---------------- | ------ |
| Charleroi        | 0:13   | 0:26             | 0:38   |
| Thuin            | 0:13   | 0:26             | 0:38   |
| 0:09             |        | 0:26             | 0:38   |
| Fontaine-Valmont |        | 0:26             | 0:38   |
| 0:06             | 0:12   |                  | 0:38   |
| 0:06             | 0:12   | Solre-sur-Sambre | 0:38   |
| 0:06             | 0:12   |                  | 0:38   |
| Erquelinnes      | 0:12   |                  | 0:38   |

## Futuro
Por el momento no se prevén modificaciones en el servicio a futuro.